# Diocesi di Pueblo
La diocesi di Pueblo (in latino: Dioecesis Pueblensis) è una sede della Chiesa cattolica negli Stati Uniti d'America suffraganea dell'arcidiocesi di Denver. Nel 2021 contava 190.600 battezzati su 695.594 abitanti. È retta dal vescovo Stephen Jay Berg.

## Territorio
La diocesi comprende 29 contee nella parte meridionale dello stato americano del Colorado: Alamosa, Conejos, Saguache, Rio Grande, Costilla, Mineral, Archuleta, La Plata, Montezuma, Dolores, San Juan, Hinsdale, Gunnison, Ouray, San Miguel, Montrose, Delta, Mesa, Fremont, Custer, Pueblo, Huerfano, Las Animas, Otero, Crowley, Kiowa, Bent, Prowers e Baca.
Sede vescovile è la città di Pueblo, dove si trova la cattedrale del Sacro Cuore (Cathedral of the Sacred Heart).
Il territorio si estende su 124.754 km² ed è suddiviso in 52 parrocchie, raggruppate in 5 decanati: Alamosa, Durango, Grand Junction, La Junta e Pueblo.

## Storia
La diocesi è stata eretta il 15 novembre 1941 con la bolla Ecclesiarum in catholico di papa Pio XII, ricavandone il territorio dalla diocesi di Denver, che è stata contestualmente elevata ad arcidiocesi metropolitana.
Il 10 novembre 1983 ha ceduto una porzione del suo territorio a vantaggio dell'erezione della diocesi di Colorado Springs.

## Cronotassi dei vescovi
Si omettono i periodi di sede vacante non superiori ai 2 anni o non storicamente accertati.
- Joseph Clement Willging † (6 dicembre 1941 - 3 marzo 1959 deceduto)
- Charles Albert Buswell † (8 agosto 1959 - 19 settembre 1979 dimesso)
- Arthur Nicholas Tafoya † (1º luglio 1980 - 15 ottobre 2009 ritirato)
- Fernando Isern (15 ottobre 2009 - 13 giugno 2013 dimesso)[1]
- Stephen Jay Berg, dal 15 gennaio 2014

## Statistiche
La diocesi nel 2021 su una popolazione di 695.594 persone contava 190.600 battezzati, corrispondenti al 27,4% del totale.
| anno | popolazione | popolazione | popolazione | presbiteri | presbiteri | presbiteri | presbiteri                | diaconi | religiosi | religiosi | parrocchie |
| anno | battezzati  | totale      | %           | numero     | secolari   | regolari   | battezzati per presbitero | diaconi | uomini    | donne     | parrocchie |
| ---- | ----------- | ----------- | ----------- | ---------- | ---------- | ---------- | ------------------------- | ------- | --------- | --------- | ---------- |
| 1950 | 89.397      | 367.724     | 24,3        | 121        | 60         | 61         | 738                       |         | 56        | 319       | 44         |
| 1966 | 113.542     | 400.362     | 28,4        | 156        | 83         | 73         | 727                       |         | 87        | 367       | 61         |
| 1970 | 102.190     | 421.838     | 24,2        | 153        | 80         | 73         | 667                       |         | 97        | 349       | 61         |
| 1976 | 96.505      | 396.708     | 24,3        | 136        | 78         | 58         | 709                       | 2       | 70        | 220       | 60         |
| 1980 | 101.706     | 409.000     | 24,9        | 131        | 80         | 51         | 776                       | 3       | 103       | 221       | 60         |
| 1990 | 90.626      | 505.350     | 17,9        | 124        | 75         | 49         | 730                       | 5       | 61        | 141       | 57         |
| 1999 | 107.723     | 600.000     | 18,0        | 101        | 72         | 29         | 1.066                     | 12      | 10        | 102       | 53         |
| 2000 | 108.153     | 601.000     | 18,0        | 87         | 55         | 32         | 1.243                     | 15      | 47        | 100       | 55         |
| 2001 | 109.000     | 601.000     | 18,1        | 85         | 56         | 29         | 1.282                     | 25      | 41        | 111       | 52         |
| 2002 | 110.300     | 600.000     | 18,4        | 86         | 56         | 30         | 1.282                     | 27      | 51        | 104       | 52         |
| 2003 | 110.000     | 601.000     | 18,3        | 84         | 57         | 27         | 1.309                     | 30      | 37        | 91        | 52         |
| 2004 | 110.200     | 601.000     | 18,3        | 105        | 73         | 32         | 1.049                     | 29      | 37        | 96        | 53         |
| 2013 | 128.900     | 667.714     | 19,3        | 85         | 69         | 16         | 1.516                     | 48      | 17        | 43        | 52         |
| 2016 | 174.507     | 668.712     | 26,1        | 68         | 52         | 16         | 2.566                     | 55      | 17        | 56        | 52         |
| 2019 | 188.135     | 686.352     | 27,4        | 68         | 49         | 19         | 2.766                     | 54      | 19        | 21        | 52         |
| 2021 | 190.600     | 695.594     | 27,4        | 39         | 39         |            | 4.887                     | 38      |           | 12        | 52         |